# NSB El 17
Die Baureihe El 17 waren Elektrolokomotiven der Norges Statsbaner (NSB). Sie basiert auf der DB-Baureihe 120 und wurde in zwei Lieferungen zu je sechs Stück bestellt.

## Einsatzgebiet
Die als Universallokomotive gebauten El 17 wurden zeitgleich mit den Reisezugwagen NSB Type 7 angeschafft. Durch den maximalen Achsdruck von 16 Tonnen und einen minimalen befahrbaren Kurvenradius von 100 m sind sie auf Nebenstrecken einsetzbar. Sie lösten die NSB El 11 und NSB El 13 ab. Bis zur Auslieferung der NSB El 18 zogen sie die Expresszüge auf der Dovrebahn.
Zuletzt wurden die El 17 nur als Rangierlokomotiven im Betriebswerk Oslo-Lodalen und auf der Flåmsbana eingesetzt. Für den Einsatz auf der Flåmsbana erhielten sechs Lokomotiven den grünen Anstrich des Touristikzuges (Nummern 2227–2232).
Im Juli 2014 wurden die El 17 der Flåmsbana durch El 18 ersetzt und im Herbst 2014 ausgemustert. Die Verschrottung erfolgte 2015/2016.

## Erhaltene Lokomotiven
Museal erhalten sind El 17 2223 im Norsk Jernbanemuseum in Hamar (jedoch nicht ausgestellt) und El 17 2230 in Flåm. Zudem ist das Führerhaus der El 17 2231 in Flåm vorhanden.